# Santificazione
Nella terminologia cristiana, santificazione letteralmente significa "rendere santo". Consiste nel passaggio dallo stato di peccato a quello di grazia, e non va confusa con la canonizzazione che è la dichiarazione ufficiale della santità di una persona defunta.

## Etimologia
Nella Bibbia, i verbi ebraico קדשׁ (qâdash) e greco ἁγιάζω (hagiazō) che così l'italiano traduce, si applicano a persone, occasioni ed oggetti "messe a parte", "riservate", sottratte all'uso comune e dedicate a qualche potenza divina.
I versetti di Isaia 65,5, 66,17 mostrano applicazioni di questo concetto rispetto a divinità del paganesimo, e Genesi 38,21 ("prostitute sacre") cioè "consacrate alla divinità", applicazioni considerate immorali.
Con la progressiva comprensione della purezza intrinseca di Dio, ne consegue un duplice sviluppo:
1. Persone e cose dedicate al servizio di Dio, devono essere ritualmente pure, non semplicemente messe a parte da tabù, decreto, o casta tribale: da cui lustrazioni, sacrifici, esclusione dei mutilati, e leggi di "impurità" prescritte per assicurare la santità in tutto ciò che si accosta al santuario.
2. L'"idoneità" richiesta diventa sempre di più di carattere morale. Levitico 11:44[4] richiede: "Mi sarete santi, poiché io, il Signore, sono santo e vi ho separati dagli altri popoli perché foste miei (...) Siate santi, perché io, il Signore vostro Dio, sono santo" (1 Pietro 1,15-16[5]); il significato, quindi, di santità è così elaborato in filantropia, amore per Dio, castità, compassione, onestà nel commercio, ed amore.

È così che Dio è santo, cioè "separato" per Sua stessa natura dagli altri dèi e dai peccatori, inavvicinabile se non per mediazione e sacrificio (Isaia 6,3-5). Le creature umane "santificano Dio" obbedendo ai suoi comandi (Levitico 23,32; Isaia 8,13; 1 Pietro 3,15). Israele è santo per sua stessa natura, separato dagli altri popoli e dedicato a Dio, per essere la Sua particolare proprietà. Eppure Israele deve diventare santo, attraverso l'ubbidienza, idoneo al privilegio conferitogli.

## Natura della santificazione

### Lo statuto conferito
Nella Bibbia persistono queste sfumature. Gesù prega che il nome di Dio "sia santificato"; Dio "santifica" il Figlio, il Figlio santifica Sé stesso, "dedicandosi" a compiti particolari (Giovanni 10,36; 17,19). I cristiani sono gente consacrata, dedicata, messa a parte per servire Dio: "alla chiesa di Dio che è in Corinto, ai santificati in Cristo Gesù, chiamati santi, con tutti quelli che in ogni luogo invocano il nome del Signore nostro Gesù Cristo" (1 Corinzi 1:2). Qui tutti i cristiani sono chiamati "santi" per definire il loro statuto, non il loro carattere. Pietro, allo stesso modo, dei cristiani dice: "Pietro, apostolo di Gesù Cristo, agli eletti che vivono come forestieri dispersi (...) eletti secondo la prescienza di Dio Padre, mediante la santificazione dello Spirito, a ubbidire e a essere cosparsi del sangue di Gesù Cristo: grazia e pace vi siano moltiplicate" (1 Pietro 1,1-2). Questo, di solito, è pure il significato indicato nella lettera agli Ebrei: "Noi siamo stati santificati" non con una trasformazione morale, ma attraverso il sacrificio di Cristo fatto "una volta per sempre" (Ebrei 10,10-29; 2,11; 9,13-14; 10,14; 13,12). L'autore vede uomini e donne che un tempo "stavano fuori dal Tempio contaminati e banditi" e che ora sono ammessi, accettati, i loro peccati espiati, essi stessi consacrati al servizio di Dio, tutti dal sacrificio ed intercessione del loro Sommo Sacerdote - come Israele, già santificati. Così 1 Corinzi 6,11: "E tali eravate alcuni di voi; ma siete stati lavati, siete stati santificati, siete stati giustificati nel nome del Signore Gesù Cristo e mediante lo Spirito del nostro Dio" richiamando, in questo modo, la conversione. Cristo è la nostra santificazione, e la chiesa è santificata (Efesini 5,25-26).

### Un processo perseguito
Ciononostante, persino nella lettera agli Ebrei, emerge il significato di "idoneità morale". "Impegnatevi a cercare la pace con tutti e la santificazione senza la quale nessuno vedrà il Signore" (Ebrei 12,14). Questa è la comprensione più comune della santificazione, la crescita quanto a santità che deve seguire la conversione (Efesini 1,4; Filippesi 3,12). È così che Paolo prega che i cristiani di Tessalonica siano santificati completamente - spirito, anima, corpo - come qualcosa che ancora deve realizzarsi. La prima lettera dice che la santificazione è per loro volontà di Dio nell'ambito particolare della castità sessuale (1 Tessalonicesi 4,3-4). Allo stesso modo i cristiani di Roma sono esortati a "presentare i loro corpi ... santi" nel culto, e in 1 Corinzi 6,13-14, il corpo del cristiano deve essere preservato dall'immoralità perché ogni cristiano è "sacro", una persona "santificata", cioè che appartiene a Cristo.
Il clima morale del I secolo d.C. rendeva particolarmente necessarie queste esortazioni: "Poiché abbiamo queste promesse, carissimi, purifichiamoci da ogni contaminazione di carne e di spirito, compiendo la nostra santificazione nel timore di Dio" (1 Corinzi 7,1). La santità deve essere il risultato di ciò che l'apostolo chiamerebbe "atletica spirituale" (metafora tratta dalle antiche olimpiadi, 1 Corinzi 9,24-25; Filippesi 3,13 ecc.) finalizzata all'idoneità al servizio di Dio.
Un'altra espressione è "essere degni del Signore", della nostra vocazione, del Signore, del vangelo, del regno (1 Tessalonicesi 2,12; Efesini 4,1; Colossesi 1,10; Filippesi 1,27; 2 Tessalonicesi 1,5). Oltre a motivazioni positive, Paolo sottolinea l'importanza della positiva consacrazione della personalità, nell'attivo servizio d'amore, con la totale dedizione del servo, con  spirito di sacrificio, con amore.
Il fatto che Paolo non pensasse solo alla santità in termini fisici è rilevato dal fatto che egli vi aggiunge "di spirito" in: "Poiché abbiamo queste promesse, carissimi, purifichiamoci da ogni contaminazione di carne e di spirito, compiendo la nostra santificazione nel timore di Dio" (1 Corinzi 7,1) come pure il "rinnovamento della vostra mente" in: "Vi esorto dunque, fratelli, per la misericordia di Dio, a presentare i vostri corpi in sacrificio vivente, santo, gradito a Dio; questo è il vostro culto spirituale. Non conformatevi a questo mondo, ma siate trasformati mediante il rinnovamento della vostra mente, affinché conosciate per esperienza quale sia la volontà di Dio, la buona, gradita e perfetta volontà" (Romani 12,1-2). La mente deve concentrarsi nelle cose "di sopra", occuparsi di cose sante e buone (Filippesi 4,8-9; cfr. 2,5; 1 Corinzi 2,16).

### Ogni cosa deve essere santificata
La santità (1 Timoteo 4,4-5) rappresenta purezza di fronte a Dio, come la giustizia rappresenta la purezza di fronte alla legge di Dio, purezza irreprensibile di fronte al mondo (Filippesi 2,14-15; Colossesi 1,22). Qui la santificazione si espande nell'intero ambito dell'etica personale che alcuni, ad esempio, i situazionisti affermano essere assente dal Cristianesimo, diventando un termine tecnico per il processo di sviluppo di cui la conversione è l'inizio, e che scaturisce nella conformità a Cristo (Romani 8,29-30; 2 Corinzi 3,18; 1 Giovanni 3,1-3).

## Teologia e santificazione

### Giustificazione
Una concezione esclusivamente oggettiva dell'opera di Cristo tende a considerare la santificazione come una sorta di supplemento alla giustificazione, o come semplice evidenza della fede giustificante. La giustificazione e la santificazione, però, non sono separate nel tempo ["E tali eravate alcuni di voi; ma siete stati lavati, siete stati santificati, siete stati giustificati nel nome del Signore Gesù Cristo e mediante lo Spirito del nostro Dio" (1 Corinzi 6,11)], perché l'atto giustificatore di Dio "separa" il peccatore dal mondo per consacrarlo a Dio. Non si tratta, dunque, di un'esperienza separata, ma solo di una distinzione concettuale. L'Evangelo paolino della giustificazione per fede, era la dinamica morale della salvezza ["Infatti non mi vergogno del vangelo; perché esso è potenza di Dio per la salvezza di chiunque crede" (Romani 1,16)]. Lo stesso perdono ha una forza morale, creando nel perdonato la bontà.
A coloro che si chiedevano se coloro che erano dichiarati giusti sulla base della fede potessero continuare a peccare con impunità, Paolo risponde che la fede espressa nel battesimo di fede, tanto unisce il convertito a Cristo che questi "muore con Cristo" al peccato, è "sepolto con Cristo" a tutto ciò che appartiene alla sua vita passata, e "risorge con Cristo" ad una nuova vita nella quale il dominio del peccato è infranto. Questo nuovo "io" è consacrato così al servizio della giustizia e di Dio in una "resa" di sé stessi tale che scaturisce nella santificazione (Romani 6,1-11; 6,19-22). La santificazione non è semplicemente il compimento (correlato o implicato) della giustificazione, è fede giustificante all'opera. Nella fede che viene messa in conto di giustizia nasce giustizia attuale. Come se volesse renderci attenti che non esiste giustificazione senza santificazione, Giovanni dice: "Figlioli, nessuno vi seduca. Chi pratica la giustizia è giusto, com'egli è giusto" (1 Giovanni 3,7).
Le due esperienze (giustificazione e santificazione), però, non devono essere confuse. Nella giustificazione, Dio, all'inizio della vita cristiana, ci dichiara assolti. Nella santificazione Dio realizza la sua volontà in noi nella misura in cui la vita cristiana procede. La santificazione non sostituisce mai la giustificazione. La fede che giustifica, per sua stessa natura, come unione con Cristo nella sua vita di morte e risurrezione, mette in movimento le energie santificanti della grazia.

### Lo Spirito
Per novantun volte Spirito di Dio è chiamato "santo" proprio per distinguerlo dai molti spiriti malvagi che nel mondo operano corruzione e morte. Le dizioni "Spirito di Gesù", "Spirito di Cristo", non denotano tanto la fonte, ma la qualità. Lo Spirito di Dio è ciò che egli dona al credente come strumento di santificazione e non tanto spettacolari carismi, che gradualmente passano in secondo piano nel Nuovo Testamento. È costante, infatti, il riferimento scritturale dello Spirito Santo come agente di santificazione (Romani 15,16; 1 Corinzi 6,11; Efesini 4,30; 1 Tessalonicesi 4,7-8; 2 Tessalonicesi 2,13; 1 Pietro 1,2.
Nel Nuovo Testamento la santificazione non ha tanto un ruolo negativo, "conservarsi senza macchia", né è solo auto-disciplina. È primariamente il traboccare dall'anima della vita, il "frutto" dello spirito che si manifesta in innumerevoli virtù. "Il frutto dello Spirito invece è amore, gioia, pace, pazienza, benevolenza, bontà, fedeltà, mansuetudine, autocontrollo" (Galati 5,22): è questo il "contenuto" della santificazione ("liberati dal peccato e fatti servi di Dio, avete per frutto la vostra santificazione e per fine la vita eterna" (Romani 6,22). La giustificazione, lo statuto privilegiato dell'essere accolti da Dio, è realizzato attraverso l'opera di Cristo sulla croce; è sanzionato dal processo graduale del divenire conformi a Cristo; ed è conseguito dallo Spirito Santo. Non si tratta, però, di un dono spirituale istantaneo. Il Nuovo Testamento non conosce alcuna scorciatoia verso quell'ideale.

### Perfezione priva di peccato
Qual è l'estensione ultima a cui può giungere la santificazione? Fino a dove può arrivare? Numerose espressioni della Scrittura hanno tenuto spesso in vita il pensiero che in questa vita sia possibile la perfezione, ad esempio, i riferimenti alla "perfezione" (τελειότης, teleiotēs, Colossesi 3,14); la vocazione a "compiere la nostra santificazione" (2 Corinzi 7,1), equivoci al riguardo della "santificazione" nella lettera agli Ebrei, le assicurazioni che "il nostro vecchio io è stato crocifisso ... affinché il corpo peccaminoso sia distrutto", "non più schiavi del peccato", "il peccato non avrà più dominio su di voi", "liberati dal peccato ... fatti servi della giustizia", "nessuno che dimori in lui pecca", "chiunque è nato dallo Spirito non pecca", "egli non può peccare", ecc. Alcune espressioni della Patristica (Giustino, Ireneo, Origene) hanno pure un simile tono, sebbene non vadano oltre ad asserire l'obbligo di non peccare. Agostino di Ippona e Tommaso d'Aquino cercavano la perfezione nella visione di Dio. Vi sono anche stati diversi esponenti dell'Evangelicalismo che, nel corso della storia hanno contemplato la possibilità della perfezione in questa vita, come François Fénelon, Nicolaus Ludwig Zinzendorf o John Wesley mettevano l'accento sulla perfezione come pienezza di amore, fede o santità. Certo, diluire la sfida del modello scritturale sembra un'infedeltà ai criteri ideali della vita cristiana, che certamente non sono sminuiti nel Nuovo Testamento. Bisogna però rilevare come la radice greca τελει- non significa "essere privi di peccato" o "essere incapaci di peccare", ma "adempiere il fine ultimo, diventare completi, maturi, non mancanti di nulla". Questo è il significato di "Voi dunque siate perfetti, come è perfetto il Padre vostro celeste." (Matteo 5,48). La maturità e la completezza fa certo parte degli obiettivi cristiani. Quando Paolo nega di essere già "perfetto" e le sue esortazioni a proseguire nel processo di santificazione, mostrano come egli non pensi che "la perfezione" sia mai raggiungibile su questa terra. Eppure, il cristiano che è "morto con Cristo" è libero dalla schiavitù al peccato, e non ha bisogno, non dovrebbe peccare, dovendo continuamente riaffermare la sua morte con Cristo e la propria resa a Dio (Romani 13,11.13.16).

L'ammonimento di Giovanni: 
((1 Giovanni 1,7-22))
 mostra come anch'egli non pensi che il cristiano possa mai essere privo di peccato. È ciò che pure è implicato in 3,3-10, laddove Giovanni elenca quattordici ragioni per le quali il cristiano non debba più praticare il peccato, come affermavano avere il permesso di fare certi gnostici.
Fintanto che è "nel corpo", il cristiano continua ad essere tentato, talvolta cade, ma continua ad essere più sensibile al peccato nella misura in cui si accosta a Dio. Continuerà, però a ravvedersi, senza mai cedere al peccato, senza accampare scuse, ma desiderando sempre essere conforme all'immagine di Cristo, passo per passo, mediante il Signore, lo Spirito.

## Considerazioni storiche
Un tema tanto ricco come la santificazione ha suscitato nel corso della storia della Chiesa, molte riflessioni e posizioni. Nella Chiesa degli apostoli, l'essenza della santificazione era la purezza ad immagine di Cristo. Nella chiesa dei Padri il ritirarsi dalla contaminazione della società. Tutto questo si indurì nella Chiesa medievale nell'ascetismo (un'incomprensione dualistica dell'"atletica spirituale" di Paolo). Tutto questo portò al riconoscimento di un doppio standard; la "santità" giunse ad essere applicata solo ai "religiosi" (preti e monaci), mentre uno standard inferiore, un compromesso con il mondo fu tollerato per i "cristiani ordinari" o "laicato".
Martin Lutero cerca di annullare questo doppio standard, rendendo la santificazione una questione di atteggiamento interiore verso gli affari del mondo esteriore. Mette così in evidenza la trasformazione graduale nella vita dell'autentico credente ad opera dello Spirito Santo.
Giovanni Calvino insiste sulla sovranità divina e sull'autodisciplina, facendo della santificazione una questione di sempre maggiore ubbidienza al Decalogo ed al cuore dell'Etica biblica.
La Chiesa greco ortodossa preserva la concezione ascetica della santificazione come abnegazione, nutrita dalla Chiesa e dai sacramenti.
La Controriforma, specialmente in Spagna, vede il segreto della santificazione nella preghiera disciplinata, mentre i Puritani cercano la volontà di Dio, rivelata a livello personale dalla "guida dello Spirito" e la forza per adempierla nei recessi dell'anima devota. Jonathan Edwards sottolinea nella santificazione la necessità della grazia, che "infonde" l'abitudine alla virtù.
John Wesley ed il Metodismo dopo di lui, pongono grande enfasi sulla "santificazione completa" e spesso sulla necessità che il cristiano persegua la perfezione.
Emil Brunner vede la fede essenzialmente come obbedienza attiva ai comandi di Dio, identificando così la fede con le opere nella santificazione individuale.
Per la maggior parte dei cristiani moderni, la santificazione (semmai la considerino) è spesso ridotta allo "stile di vita distintivo di un'anima impegnata", descrizione vera, ma in qualche modo un sostituto limitante della gloriosa esperienza della santificazione contemplata dal Nuovo Testamento.

### Nella Chiesa cattolica
Lumen gentium (n. 39) afferma che "ogni uomo è chiamato alla santità del Padre". Per la prima volta, si afferma che la santità non è riservata ai soli religiosi, ma è una chiamata universale di ogni uomo in quanto figlio di Cristo, a Sua volta figlio di Dio Padre, e dunque figlio nel Figlio. La santità è propria anche degli sposi, non nonostante il matrimonio, ma grazie a quest'ultimo, nonché dei terz'ordine secolari.